# Kees Boertien

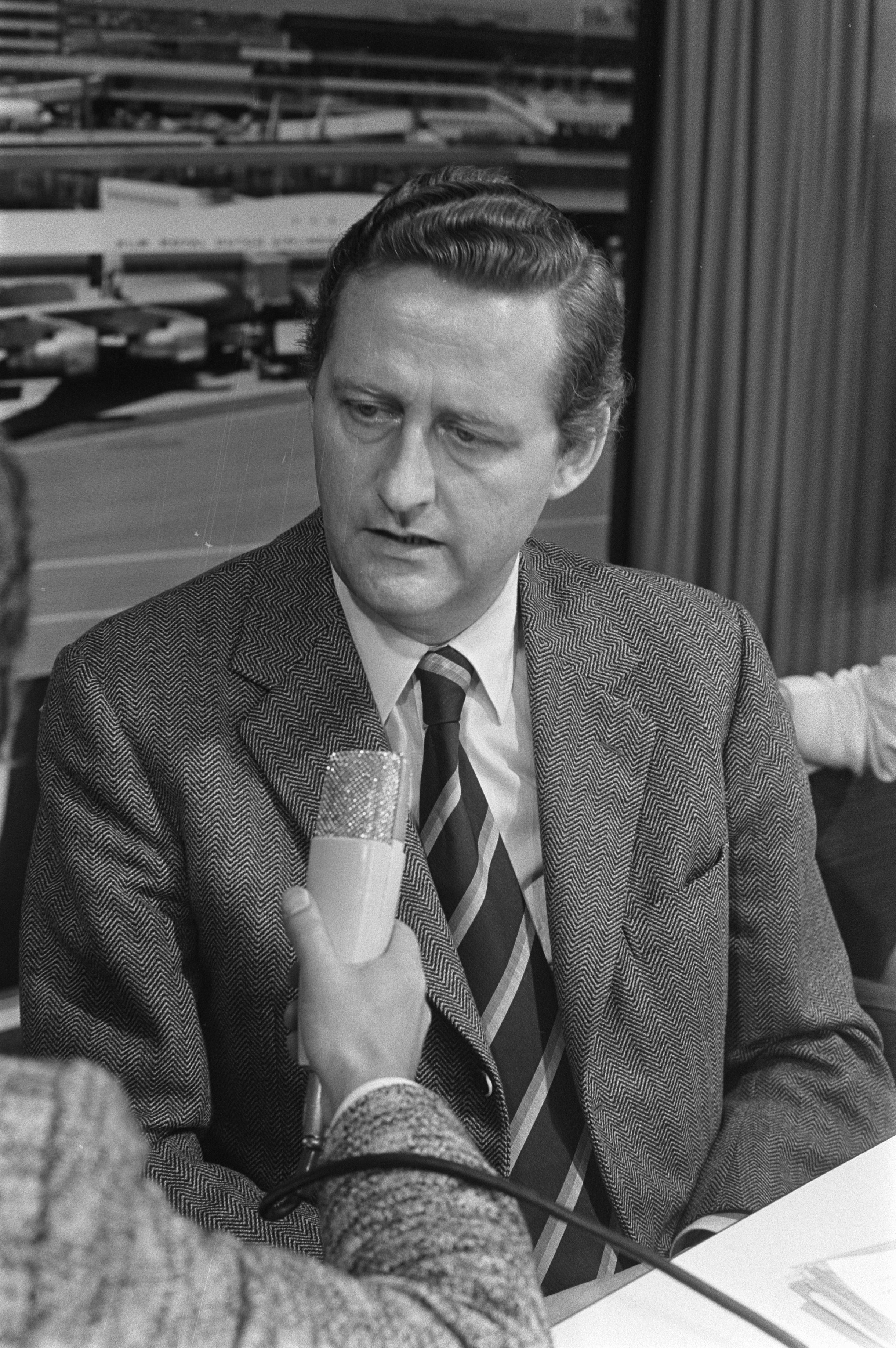
Kees Boertien (1972)

Cornelis „Kees“ Boertien (* 26. Juli 1927 in Enschede, Provinz Overijssel; † 30. Mai 2002 in Vlissingen, Provinz Zeeland) war ein niederländischer Jurist und Politiker der Anti-Revolutionaire Partij (ARP) sowie zuletzt des Christen-Democratisch Appèl, der mit Unterbrechungen neun Jahre Mitglied der Zweiten Kammer der Generalstaaten, Mitglied des Europäischen Parlaments und zwischen 1971 und 1973 Minister ohne Geschäftsbereich mit der Zuständigkeit für Entwicklungszusammenarbeit im Kabinett von Ministerpräsident Barend Biesheuvel war. Zuletzt war er von 1975 bis 1992 Kommissar der Königin für die Provinz Zeeland.

## Leben

### Studium und berufliche Laufbahn
Boertien begann nach dem Besuch der Mittelschule 1943 eine berufliche Tätigkeit im Büro einer Druckerei in Zwolle und besuchte daneben die dortige Abendschule zur Erlangung eines Gymnasialabschlusses. 1946 nahm er ein Studium im Fach Recht der Niederlande und Indisches Recht an der Rijksuniversiteit Utrecht auf, das er am 13. Dezember 1952 abschloss. Zur Finanzierung des Studiums arbeitete er zwischen 1946 und 1947 wieder im Büro einer Druckerei in Zwolle sowie danach von 1947 bis 1952 als Werkstudent bei einer Versicherungsgesellschaft in Utrecht.
Nach Abschluss des Studiums wurde Boertien 1952 stellvertretender Sekretär des Niederländischen Instituts für Steuerberater NIVA (Nederlands Instituut van Accountants) und war dort bis zum 1. September 1960 tätig, ehe er anschließend zwischen dem 1. September 1960 und dem 1. Oktober 1965 Betriebsjurist bei N.V. Philips Gloeilampenfabrieken in Eindhoven war. Während dieser Zeit schloss er am 13. April 1962 seine Promotion zum Doktor der Rechtswissenschaften an der Freien Universität Amsterdam am Lehrstuhl des späteren Innen- und Justizministers sowie Vize-Ministerpräsidenten Wilhelm Friedrich de Gaay Fortman mit einer Dissertation zum Thema De civielrechtelijke aansprakelijkheid van de openbare accountant naar Engels en Nederlands recht ab.

### Parteifunktionär, Mitglied der Zweiten Kammer und des Europäischen Parlaments
Boertien begann Ende der 1950er Jahre sein politisches Engagement bei der Anti-Revolutionaire Partij (ARP) und war zunächst zwischen 1958 und 1962 Vizevorsitzender von deren Studentenverband ARJOS (Anti-Revolutionaire Jongeren Studieclubs) sowie zugleich bis 1960 Mitglied des Vorstandes der ARP-Wahlkreisvereinigung Diemen sowie zeitgleich Mitglied des Zentralkomitees der ARP-Wahlkreisvereinigungen.
Kurz vor seinem Ausscheiden bei Philips wurde er als Kandidat der ARP am 18. Mai 1965 erstmals zum Mitglied der Zweiten Kammer der Generalstaaten gewählt und gehörte dieser bis zum 6. Juli 1971 an. Zugleich wurde er als Vertreter der Generalstaaten auch Mitglied des Europäischen Parlaments, dem er zwischen dem 8. Mai 1967 und dem 6. Juli 1971 angehörte. Während seiner Mitgliedschaft im Europäischen Parlament war er auch Vize-Vorsitzender der Christdemokratischen Fraktion.

### Minister und Kommissar der Königin

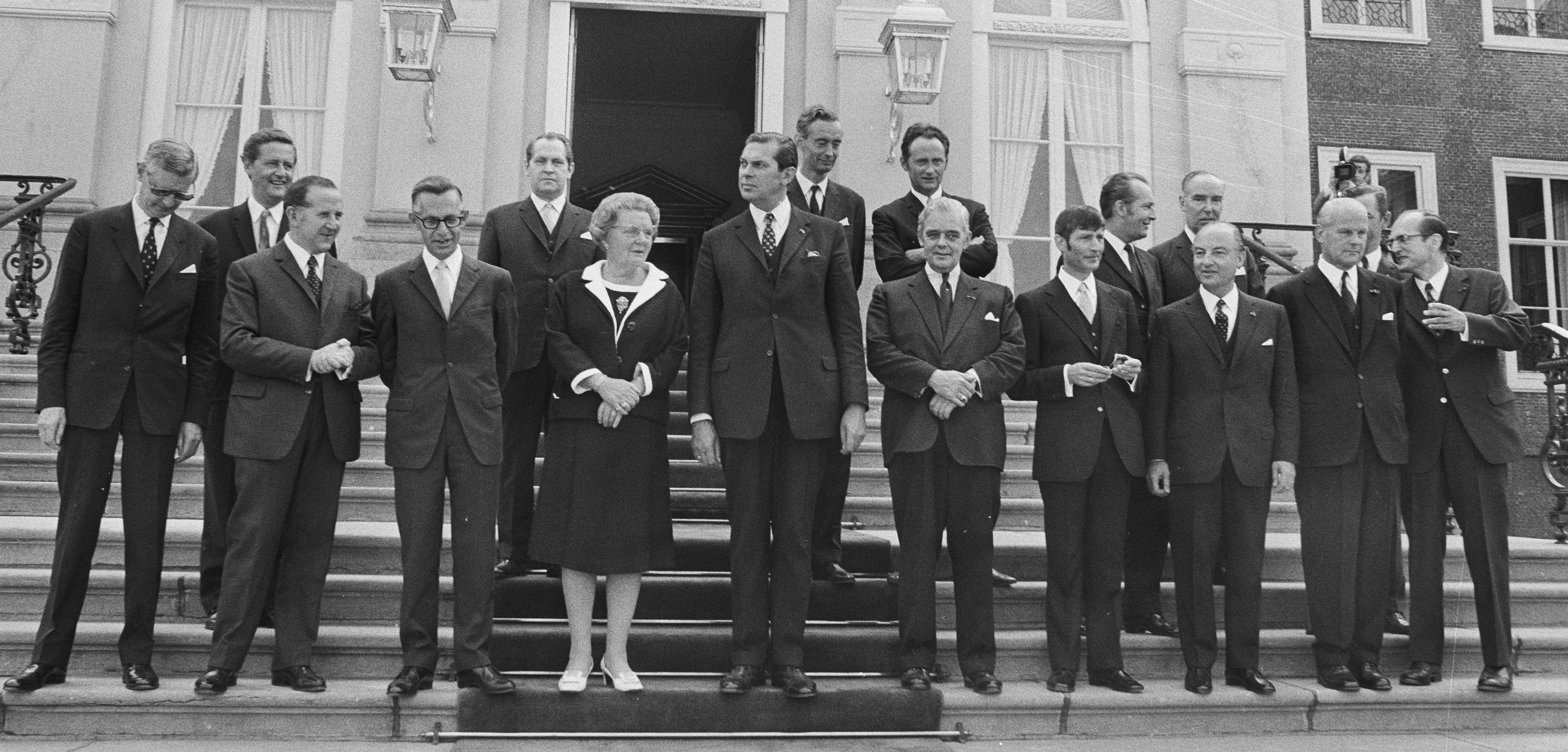
Kees Boertien (hintere Reihe, 1. von links) mit dem Kabinett Biesheuvel beim Amtsantritt mit Königin Juliana am 6. Juli 1971

Ministerpräsident Barend Biesheuvel berief Boertien am 6. Juli 1971 zum Minister ohne Geschäftsbereich mit der Zuständigkeit für Entwicklungszusammenarbeit in dessen Kabinett. Dieses Ministeramt bekleidete er bis zum Ende von Biesheuvels Amtszeit am 11. Mai 1973.
Zwischenzeitlich wurde er am 7. Dezember 1972 wieder zum Mitglied der Zweiten Kammer der Generalstaaten gewählt und vertrat dort die Interessen bis zum 7. März 1973. Nach seinem Ausscheiden aus der Regierung wurde er am 28. Mai 1973 abermals Mitglied der Zweiten Kammer, der er nunmehr bis zum 16. Januar 1975 angehörte. Innerhalb der ARP engagierte er sich zudem als Vorsitzender der Studienkommission zu Krieg und Frieden sowie als Vorsitzender der gemeinsamen Arbeitsgruppe mit der Katholieke Volkspartij (KVP) zur Vorbereitung eines Initiativvorschlages zum Schwangerschaftsabbruch. Für seine langjährigen Verdienste wurde ihm am 8. Juni 1973 das Ritterkreuz des Ordens vom Niederländischen Löwen verliehen.
Nachdem Boertien am 13. Dezember 1974 von Königin Juliana zum Kommissar der Königin (Commissaris van de Koningin) in der Provinz Zeeland ernannt wurde, legte er am 16. Januar 1975 sein Abgeordnetenmandat nieder und übernahm das Amt als höchste Amtsperson in dieser Provinz, das er bis zum 1. August 1992 bekleidete. Während dieser Zeit war er vom 20. Juni 1975 bis zum 23. März 1976 auch Mitglied der Kommission zur Vorbereitung des CDA-Wahlkampfprogramms „Nicht vom Brot allein“ (‚Niet bij brood alleen‘) für die Parlamentswahlen 1977.
Für seine langjährigen Verdienste als Kommissar der Königin wurde Boertien am 29. April 1982 zunächst zum Kommandeur sowie am 25. Mai 1992 zum Großoffizier des Ordens von Oranien-Nassau ernannt. Daneben wurde er im November 1988 mit dem Preis der Reichspolizei (Rijkspolitie Award) geehrt.

## Veröffentlichungen
- De civielrechtelijke aansprakelijkheid van de openbare accountant naar Engels en Nederlands recht, Dissertation, 1962